# Saison 2013-2014 de l'AS Monaco FC
Maillots
Chronologie
Saison précédente Saison suivante
La saison 2013-2014 de l'AS Monaco est la cinquante-cinquième saison du club en championnat de France de Ligue 1. Elle fait suite à la saison 2012-2013 du club qui a vu les Monégasques remporter le championnat de France de Ligue 2, second échelon du football français.
Il s'agit de la deuxième saison de l'entraîneur Claudio Ranieri à la tête de l'équipe.

## Avant-saison

### Objectif du club

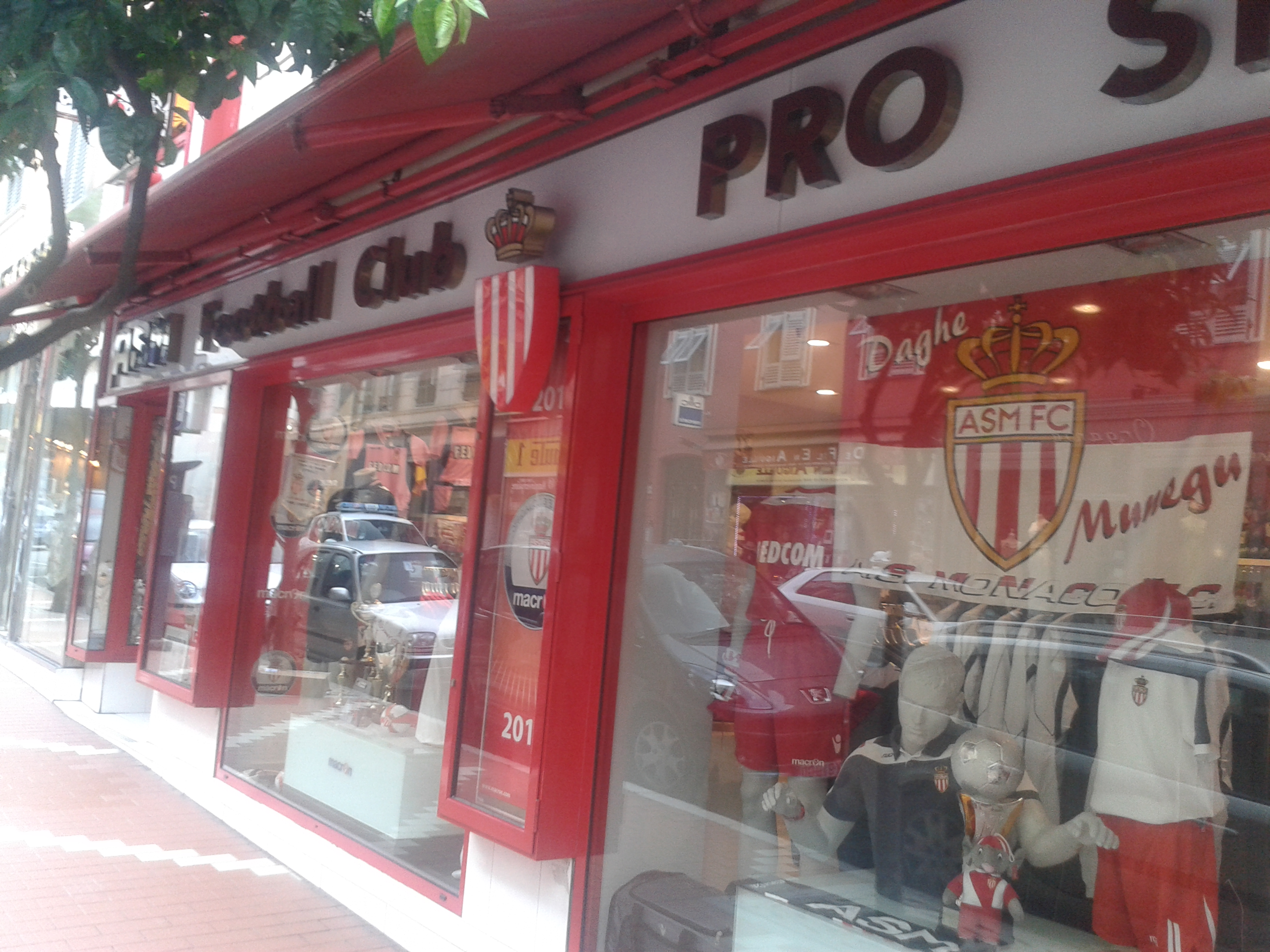
Façade de la boutique officielle de l'AS Monaco avant le début de la saison.

Après une victoire sur Le Mans le 17 mai 2013 qui a assuré mathématiquement le sacre du club princier en Ligue 2, Claudio Ranieri confie aux journalistes que son prochain objectif est de qualifier l'AS Monaco en Ligue des Champions.

« Mon objectif maintenant, c'est la Ligue des champions. Pourquoi pas dès la saison prochaine ? Pour cela, il faut construire une équipe compétitive. Il y a de très bonnes équipes en Ligue 1. Maintenant, il faut penser à la Ligue 1. C'est actuellement le moment le plus important pour construire l'équipe. On a des plans pour le futur. Il y a un beau projet à Monaco. Je suis venu pour cela. Je l'ai dit dès ma signature, sinon je ne serais pas venu. »

— Claudio Ranieri, le 17 mai 2013
Le 31 mai lors d'un cocktail dînatoire en présence du Prince Albert II et du président du club Dmitri Rybolovlev, le club présente un nouveau logo dans le cadre de son retour parmi l'élite. Le directeur général exécutif de l’ASM Konstantin Zyryanov, explique :

« Nous sommes très fiers de dévoiler aujourd’hui une nouvelle identité visuelle pour notre club. Un logo moderne qui laisse une large place à la tradition et traduit notre volonté de redonner à l’AS Monaco la place qui est la sienne sur la scène française et internationale. »

— Konstantin Zyryanov, le 31 mai 2013

### Matchs amicaux
La reprise de l'entraînement de l'équipe professionnelle est fixée au 1er juillet. L'AS Monaco effectue ensuite trois stages de préparation durant l'été 2013. Le premier a lieu à Roccaporena en Italie, avec un match amical le 6 juillet face au GSA Cascia qui se solde par une victoire 11-0. Le second stage, planifié en Autriche, voit l'ASM disputer deux matchs amicaux face aux clubs allemands du Fortuna Düsseldorf (défaite 3-2) et du FC Augsbourg (défaite 1-0) respectivement le 14 et 20 juillet. Enfin, un dernier stage de préparation à St-George's Park, centre d'entraînement ultra moderne et équivalent anglais de l'INF Clairefontaine, oppose les Asémistes à Leicester le 27 juillet en Angleterre, match remporté trois buts à zéro.
En clôture de sa préparation d'avant-saison, l’AS Monaco FC affronte, le 3 août au stade Louis-II, l'équipe anglaise de Tottenham Hotspur.

## Transferts

### Mercato estival
Le 24 mai 2013, Monaco officialise sur son site internet les arrivées de João Moutinho et James Rodríguez en provenance du FC Porto. Le montant du transferts des deux joueurs avoisinerait 70 M€.
Le 28 mai, Ricardo Carvalho, qui est libre de tout contrat avec le Real Madrid, s'engage pour un an plus une année en option.
Annoncé du côté de la principauté depuis plus d'un mois, l'international colombien Radamel Falcao s'engage pour cinq ans le 31 mai. Le transfert est évalué à 60 millions d'euros, une somme record pour le championnat français. Le 28 juin, le défenseur central Nicolas Isimat-Mirin s'engage pour les quatre prochaines saisons. Considéré comme un grand espoir de sa génération l'attaquant, en provenance de l'Olympique lyonnais, Anthony Martial paraphe un contrat de trois ans avec le club monégasque. Après avoir passé deux années en Espagne où il a disputé la dernière Ligue des Champions avec Málaga, Jérémy Toulalan s'engage pour une durée de deux saisons et une en option. L'ASM enregistre le 8 juillet l'arrivée d'Éric Abidal qui retrouve ainsi son club formateur treize ans après des expériences à Lille, Lyon et Barcelone. Le latéral droit brésilien Fabinho est prêté par le club portugais de Rio Ave le 19 juillet. Autre jeune à rejoindre la Principauté, Borja López qui s'engage pour quatre saisons, en provenance du Sporting de Gijón début août. Le 17 août, le club recrute également le gardien Sergio Romero en prêt avec option d'achat. Enfin, le 30 août, Geoffrey Kondogbia rejoint la Principauté pour cinq ans et un transfert de vingt millions d'euros, depuis le FC Séville.
Prêté avec option d’achat par le FC Twente la saison précédente, l’international suédois Emir Bajrami s'engage avec le Panathinaïkos pour trois ans. Formés au club et vainqueurs de la Coupe Gambardella 2010, Florian Pinteaux, Dennis Appiah et Nampalys Mendy rejoignent respectivement Le Havre, Caen et Nice. Au club depuis 2007, Adriano résilie son contrat à l'amiable afin de retourner au Brésil. Stéphane Dumont résilie également son contrat le 15 juillet. Martin Sourzac et Jérémy Labor, deux joueurs également formés au club, sont prêtés au RWDM Brussels pensionnaire de deuxième division belge,, tout comme Edgar Salli qui est prêté au RC Lens, Gaetano Monachello au Cercle Bruges et Tristan Dingomé au Le Havre AC. Pressenti du côté de la Grèce depuis plusieurs jours, Carl Medjani s'engage avec l’Olympiakós Le Pirée le 25 juillet et est rejoint le 31 août par Delvin Ndinga. Buteur star pendant dix-huit mois en Ligue 2, Ibrahima Touré n'entre plus dans les plans du club et est transféré à Al Nasr Dubaï le 14 août. Dans les dernières heures du mercato, les contrats de Yióryos Tzabélas (PAOK Salonique), Chris Malonga (Vitória Guimarães) et Terence Makengo (LB Châteauroux) sont résiliés tandis que Gary Kagelmacher est prêté au Valenciennes FC.

### Mercato hivernal
Le premier mouvement est le retour de prêt de Gaetano Monachello, en manque de temps de jeu au Cercle Bruges. Premier grand acte de ce mercato hivernal, le recrutement de l'attaquant ivoirien Lacina Traoré, venu de Russie, du club FK Anji Makhatchkala, qui s'engage avec le club de la Principauté pour 4 ans et demi pour un montant d'environ dix millions d'euros avant d'être prêté deux semaines plus tard à Everton. Monaco décide aussi de renforcer le secteur défensif en recrutant l'arrière gauche nigérian Elderson Uwa Echiejile, en provenance du club portugais SC Braga, pour la somme de 1,5 million d'euros. Il s'est engagé pour quatre ans et demi. Le dernier jour du mercato, le club boucle l'arrivée de Dimitar Berbatov (Fulham FC), et le prêt d'Aymen Abdennour (Toulouse FC).
Le 3, Carl Medjani est prêté à Valenciennes après avoir passé les premiers mois de la saison à l'Olympiakós Le Pirée. Le 17, Gary Coulibaly résilie son contrat. Trois jours plus tard, Jakob Poulsen quitte aussi le club pour retourner au FC Midtjylland alors que Marcel Tisserand profite du retour de prêt d'Aadil Assana (CA Bastia) pour terminer la saison au RC Lens. Le 29, c'est Borja López qui est prêté jusqu'à la fin de saison au Rayo Vallecano. Il est suivi de Gaetano Monachello le lendemain, à nouveau prêté, cette fois-ci à l'Ergotelis Héraklion.

## Compétitions

### Ligue 1
La Ligue 1 2013-2014 est la soixante-quinzième édition du championnat de France de football et la douzième sous l'appellation « Ligue 1 ». La division oppose vingt clubs en une série de trente-huit rencontres. Les meilleurs de ce championnat se qualifient pour les coupes d'Europe que sont la Ligue des Champions (le podium) et la Ligue Europa (le quatrième et les vainqueurs des coupes nationales). L'AS Monaco participe à cette compétition pour la cinquante-cinquième fois de son histoire et la première depuis la promotion obtenue lors de la saison 2012-2013.
Les relégués de la saison précédente, l'AS Nancy-Lorraine, l'ESTAC Troyes et le Stade brestois 29, sont remplacés par le club monégasque, l'EA Guingamp neuf ans après l'avoir quitté et enfin, le FC Nantes, quatre ans après sa dernière participation au plus haut niveau national.
Le 27 juin, la commission de discipline de la LFP inflige un match à huis clos ferme et un retrait de trois points (dont un avec sursis) à l'ASM à la suite des incidents qui ont émaillé la réception du Mans lors de la 37e journée de Ligue 2,. Le 10 juillet, Monaco décide de faire appel de cette décision qu'elle qualifie d' « anormalement sévère et disproportionnée au regard de la jurisprudence habituelle des instances disciplinaires fédérales ». La commission supérieure d’appel de la FFF lève le retrait de points le 13 août.

#### Journée 1 à 5
Pour leur premier match de la saison, les Monégasques se sont défaits des Girondins de Bordeaux au Stade Chaban-Delmas deux à zéro grâce à Radamel Falcao et Emmanuel Rivière.
La 2e journée se joue au stade Louis-II pour l'AS Monaco face au Montpellier HSC. Le club de la principauté l'emporte largement face aux joueurs de Jean Fernandez (4 buts à 1). Radamel Falcao a inscrit le premier but du match sur penalty tandis que Emmanuel Rivière a réalisé un coup du chapeau, le premier de sa carrière. Monaco confirme ainsi sa bonne prestation de la première journée.
Pour le compte de la 3e journée, les Monégasques reçoivent Toulouse à huis clos. Malgré une très nette domination de la part des locaux (60 % de possession et vingt tirs contre cinq pour les visiteurs), les deux équipes se quittent sur un score nul et vierge.
Lors de la 4e journée, Monaco se déplace au Stade Vélodrome pour affronter l'Olympique de Marseille. Les Monégasques remportent ce match à l'issue d'un match disputé qui se finit sur le score de un à deux grâce encore une fois à Emmanuel Rivière et Radamel Falcao. À la suite de cette victoire, Monaco prend la première place.
Pour la 5e journée, Monaco reçoit Lorient, et remporte la victoire un à zéro grâce à un but de Radamel Falcao sur penalty. Cette victoire permet aux Monégasques de conserver la tête du classement.

#### Journée 6 à 10
Pour la 6e journée, Monaco a affronté le club de la capitale, le PSG et a réussi grâce à but de Radamel Falcao à obtenir un point important dans un match au sommet. Le buteur côté parisien n'était autre que Zlatan Ibrahimović.
Lors de la 7e journée, Monaco prend les trois points à domicile contre Bastia en s'imposant trois à zéro avec un doublé de Radamel Falcao, son premier en ligue 1 et un but d'Emmanuel Rivière.
À l'issue de la 8e journée, les Monégasques décrochent le nul à Reims sur le score de un partout avec un but notable sur coup franc de Moutinho. C'est le premier but monégasque qui n'est pas marqué par Radamel Falcao ou par Emmanuel Rivière.
Au compte de la 9e journée, Monaco conserve la tête grâce à sa victoire à domicile sur Saint-Étienne deux à un grâce à un but de Ferreira Carrasco et de Ocampos. On notera que James Rodríguez a délivré les deux belles passes décisives.
La 10e journée de championnat voit les Monégasques se déplacer au Stade Auguste-Bonal pour un match face à Sochaux, emmené par leur nouvel entraîneur Hervé Renard. Menés rapidement deux à zéro grâce à un doublé du belge Yannick Ferreira Carrasco, ces derniers vont réussir à revenir au score à ceux reprises sur corner par l’intermédiaire de Bakambu et Lopy.

#### Journée 11 à 15
Pour la onzième journée, Monaco décroche une victoire lors du choc avec Lyon sur le score de deux à un grâce au but de Mounir Obbadi et au lobe de Falcao, du côté lyonnais, Bafétimbi Gomis réduira la marque de la tête.
C'est lors de la douzième journée que Monaco perdra pour la première fois en se déplaçant à Lille sur le score de deux à zéro, grâce notamment à un doublé de Nolan Roux. Lille prend la deuxième place en détrônant Monaco de sa place de dauphin.
Pour la treizième journée, Monaco a pour but de se relancer contre Évian Thonon Gaillard à domicile mais se heurte à une équipe savoyarde très solide défensivement et réaliste en attaque. Les savoyards ouvriront le score grâce à Daniel Wass sur leur première occasion mais Falcao répondra quelques minutes après en marquant sur une passe de James Rodríguez. Le score final est de un partout.
Au terme de la quatorzième journée, Monaco se déplace au Stade de la Beaujoire pour affronter Nantes. Les Monégasques s'imposent sur le plus petit des scores (0-1) grâce à un but du milieu marocain Mounir Obbadi, ce qui permet à l'équipe de la principauté de garder la troisième place du classement. On notera aussi la première apparition en Ligue 1 du jeune espoir français Anthony Martial.
Pour la quinzième journée, Monaco reçoit Rennes. Les Monégasques s'imposent facilement deux à zéro grâce au premier but en Ligue 1 de James Rodríguez sur un coup-franc puissant et grâce au premier but aussi du jeune attaquant Anthony Martial, titularisé en l'absence de Radamel Falcao, blessé.

#### Journée 16 à 20
Pour le compte de la seizième journée, Monaco s'impose trois à zéro lors du derby de la Côte d'Azur (dans le nouveau stade de l'OGC Nice, l'Allianz Riviera) grâce à des réalisations de James Rodríguez, Emmanuel Rivière et Lucas Ocampos.
Lors de la dix-septième journée, Monaco reçoit Ajaccio. Le club de la principauté l'emporte un à zéro face à un bloc ajaccien bien compact mais qui cédera dans le dernier quart d'heure sous les vagues monégasque d'un but d'Emmanuel Rivière.
C'est lors de la dix-huitième journée que l'AS Monaco signe sa cinquième victoire d'affilée sans encaisser de but sur le score de deux à zéro, un but signé Anthony Martial, un autre de Layvin Kurzawa, mais tous deux sur des passes décisives de James Rodríguez.
Pour son dernier match de la phase aller, lors de la dix-neuvième journée, l'AS Monaco s'est fait surprendre à domicile par Valenciennes sur le score de un à deux. À noter un but contre son camp d'Éric Abidal lors de la première mi-temps puis lors de la deuxième mi-temps un but du valenciennois David Ducourtioux et une réduction du score de James Rodríguez.
Pour la reprise de la Ligue 1, la vingtième journée c'est soldée par un nul du côté monégasque. Les joueurs de la principauté se sont déplacés à Montpellier, malgré une ouverture du score de Layvin Kurzawa, M'Baye Niang égalisera peu après pour permettre à son équipe de prendre le point du nul.

#### Journée 21 à 25
En déplacement face à Toulouse pour la 21e journée de Ligue 1, Monaco parvient à s'imposer deux à zéro grâce à un but de Layvin Kurzawa et une bicyclette de Lucas Ocampos.
Monaco s'est imposé lors de la 22e journée en battant l'Olympique de Marseille deux à zéro grâce à des réalisations d'Emmanuel Rivière et de Valère Germain, celui-ci marquait alors pour la première fois de sa carrière en Ligue 1.
Lors de la 23e journée de Ligue 1, Monaco est stoppé par des lorientais entreprenants et concède un nul deux à deux face au FC Lorient, du côté monégasque, c'est Valère Germain et Layvin Kurzawa qui furent buteurs et du côté des Merlus, Vincent Aboubakar et Jérémie Aliadière. On notera que c'est le quatrième but consécutif pour Layvin Kurzawa à l'extérieur.
Monaco recevait Paris, pour le choc entre le leader et son dauphin lors de la 24e journée de Ligue 1. Le match se finit sur le même score qu'à l'aller un à un, un but de Javier Pastore côté parisien et un but contre son camp de Thiago Silva.
Pour le compte de la 25e journée de Ligue 1, Monaco se déplace en Corse, plus précisément au Stade Armand-Cesari pour y affronter Bastia. Les monégasques s'imposent deux à zéro grâce à un doublé de James Rodríguez.

#### Classement
| Rang | Équipe                    | Pts | J  | G  | N  | P  | Bp | Bc | Diff |
| ---- | ------------------------- | --- | -- | -- | -- | -- | -- | -- | ---- |
| 1    | Paris Saint-Germain T S L | 89  | 38 | 27 | 8  | 3  | 84 | 23 | +61  |
| 2    | AS Monaco FC P            | 80  | 38 | 23 | 11 | 4  | 63 | 31 | +32  |
| 3    | Lille OSC                 | 71  | 38 | 20 | 11 | 7  | 46 | 26 | +20  |
| 4    | AS Saint-Étienne          | 69  | 38 | 20 | 9  | 9  | 56 | 34 | +22  |
| 5    | Olympique lyonnais        | 61  | 38 | 17 | 10 | 11 | 56 | 44 | +12  |
| 6    | Olympique de Marseille    | 60  | 38 | 16 | 12 | 10 | 53 | 40 | +13  |
| 7    | FC Girondins de Bordeaux  | 53  | 38 | 13 | 14 | 11 | 49 | 43 | +6   |
| 8    | FC Lorient                | 49  | 38 | 13 | 10 | 15 | 48 | 53 | -5   |
| 9    | Toulouse FC               | 49  | 38 | 12 | 13 | 13 | 46 | 53 | -7   |
| 10   | SC Bastia                 | 49  | 38 | 13 | 10 | 15 | 42 | 56 | -14  |
| 11   | Stade de Reims            | 48  | 38 | 12 | 12 | 14 | 44 | 52 | -8   |
| 12   | Stade rennais FC          | 46  | 38 | 11 | 13 | 14 | 47 | 45 | +2   |
| 13   | FC Nantes P               | 46A | 38 | 12 | 10 | 16 | 38 | 43 | -5   |
| 14   | Évian TG FC               | 44  | 38 | 11 | 11 | 16 | 39 | 51 | -12  |
| 15   | Montpellier HSC           | 42  | 38 | 8  | 18 | 12 | 45 | 53 | -8   |
| 16   | EA Guingamp P C           | 42  | 38 | 11 | 9  | 18 | 34 | 42 | -8   |
| 17   | OGC Nice                  | 42  | 38 | 12 | 6  | 20 | 30 | 44 | -14  |
| 18   | FC Sochaux-Montbéliard    | 40  | 38 | 10 | 10 | 18 | 37 | 61 | -24  |
| 19   | Valenciennes FC           | 29  | 38 | 7  | 8  | 23 | 37 | 65 | -28  |
| 20   | AC Ajaccio                | 23  | 38 | 4  | 11 | 23 | 37 | 72 | -35  |

Qualifications européennes
Ligue des champions 2014-2015
- 1er 2e : phase de groupes
- 3e : 3e tour de qualification

Ligue Europa 2014-2015
- C  : phase de groupes
- 4e : tour de barrages
- 5e : 3e tour de qualification

Relégation
- 18e, 19e et 20e : relégation en Ligue 2

Abréviations
T : Tenant du titre

C : Vainqueur de la Coupe de France 2014

L : Vainqueur de la Coupe de la Ligue 2014

S : Vainqueur du Trophée des Champions 2013

P : Promus de Ligue 2

### Coupe de la Ligue
La Coupe de la Ligue 2013-2014 est la 20e édition de la Coupe de la Ligue, compétition à élimination directe organisée par la Ligue de football professionnel (LFP) depuis 1994, qui rassemble uniquement les clubs professionnels de Ligue 1, Ligue 2 et National. Depuis 2009, la LFP a instauré un nouveau format de coupe plus avantageux pour les équipes qualifiées pour une coupe d'Europe.
Monaco s'est déplacé pour affronter Reims lors des 16es de finale de la compétition et s'est fait battre sur le score de un à zéro grâce à but de la tête de Antoine Devaux qui avait marqué un but similaire lors de la précédente rencontre s'étant déroulé durant la 8e journée de Ligue 1. Monaco se fait donc éliminer de cette coupe dès son entrée en lice.

### Coupe de France
La Coupe de France 2013-2014 est la 97e édition de la coupe de France, une compétition à élimination directe mettant aux prises tous les clubs de football amateurs et professionnels à travers la France métropolitaine et les DOM-TOM. Elle est organisée par la FFF et ses ligues régionales.
Pour son entrée en lice, Monaco décroche une victoire sur le fil face à une équipe de Vannes bien engagée. Sur le score de deux à trois, Monaco continue sa route grâce aux colombiens Radamel Falcao et James Rodríguez et au belge Yannick Ferreira Carrasco.
Monaco a affronté Chasselay lors des 16es de finale et s'en est sorti sur le score de trois à zéro grâce à un but de Radamel Falcao et un doublé d'Emmanuel Rivière. Mais peu avant la mi-temps, l'attaquant colombien sort sur blessure et après diagnostic, il présente une lésion du ligament croisé antérieur du genou gauche,.
Monaco s'est déplacé à Nice pour un nouveau derby de la Côte d'Azur et a gagné un à zéro après prolongations grâce au premier but de Dimitar Berbatov sous ses nouvelles couleurs.
Qualifiés pour les quarts de finale de la compétition, Monaco affronte le Racing Club de Lens (club évoluant en Ligue 2) le 26 mars 2014, au Stade Louis II pour la première fois de la compétition. Le match est remporté de haute volée, six à zéro avec des réalisations de Lucas Ocampos (17e et 67e), Dimitar Berbatov (41e), Emmanuel Rivière (54e), Fabinho (58e) et un but contre son camp de Loïck Landre (86e). Ce large succès, associé à la défaite dans le même temps du PSG, fait de Monaco le favori naturel de cette compétition.
Un statut qui n'est pas assumé en demi-finales puisque les Monégasques s'inclinent logiquement sur le terrain de l'En Avant Guingamp (3-1 a.p.) sur des buts de Mustapha Yatabaré (6e, 117e) et Fatih Atik (112e), Berbatov ayant égalisé entre-temps.

### Matchs officiels de la saison
Le tableau ci-dessous retrace dans l'ordre chronologique les rencontres officielles jouées par l'AS Monaco durant la saison. Les buteurs sont accompagnés d'une indication entre parenthèses sur la minute de jeu où est marqué le but et, pour certaines réalisations, sur sa nature (penalty ou contre son camp).

## Joueurs et encadrement technique

### Statistiques collectives
| Compétition       | Débute au tour | Termine | Matches joués | Gagnés | Nuls | Perdus | Buts pour | Buts contre | Différence |
| ----------------- | -------------- | ------- | ------------- | ------ | ---- | ------ | --------- | ----------- | ---------- |
| Ligue 1           | -              | -       | 38            | 23     | 11   | 4      | 63        | 31          | +32        |
| Coupe de France   | 32es           | 1/2     | 5             | 4      | 0    | 1      | 14        | 5           | +9         |
| Coupe de la Ligue | 16es           | 16es    | 1             | 0      | 0    | 1      | 0         | 1           | -1         |
| Total             | -              | -       | 44            | 27     | 11   | 6      | 77        | 37          | +40        |

### Statistiques individuelles

#### Buteurs
| #  | Nom                       | Ligue 1 | Coupe de France | Coupe de la Ligue | Total |
| -- | ------------------------- | ------- | --------------- | ----------------- | ----- |
| 1  | Emmanuel Rivière          | 10      | 3               | 0                 | 13    |
| 2  | Radamel Falcao            | 9       | 2               | 0                 | 11    |
| 3  | James Rodríguez           | 9       | 1               | 0                 | 10    |
| 4  | Dimitar Berbatov          | 6       | 3               | 0                 | 9     |
| 5  | Lucas Ocampos             | 5       | 2               | 0                 | 7     |
| 6  | Layvin Kurzawa            | 5       | 0               | 0                 | 5     |
| 6  | Valère Germain            | 5       | 0               | 0                 | 5     |
| 8  | Yannick Ferreira Carrasco | 3       | 1               | 0                 | 4     |
| 9  | Mounir Obbadi             | 3       | 0               | 0                 | 3     |
| 10 | Anthony Martial           | 2       | 0               | 0                 | 2     |
| 11 | João Moutinho             | 1       | 0               | 0                 | 1     |
| 11 | Jérémy Toulalan           | 1       | 0               | 0                 | 1     |
| 11 | Geoffrey Kondogbia        | 1       | 0               | 0                 | 1     |
| 11 | Andrea Raggi              | 1       | 0               | 0                 | 1     |
| 11 | Nabil Dirar               | 1       | 0               | 0                 | 1     |
| 11 | Fabinho                   | 0       | 1               | 0                 | 1     |

#### Passeurs
| #  | Nom                       | Ligue 1 | Coupe de France | Coupe de la Ligue | Total |
| -- | ------------------------- | ------- | --------------- | ----------------- | ----- |
| 1  | James Rodríguez           | 12      | 1               | 0                 | 13    |
| 2  | João Moutinho             | 6       | 1               | 0                 | 7     |
| 3  | Nabil Dirar               | 2       | 3               | 0                 | 5     |
| 4  | Layvin Kurzawa            | 3       | 0               | 0                 | 3     |
| 4  | Yannick Ferreira Carrasco | 3       | 0               | 0                 | 3     |
| 4  | Valère Germain            | 2       | 1               | 0                 | 3     |
| 4  | Dimitar Berbatov          | 2       | 1               | 0                 | 3     |
| 8  | Geoffrey Kondogbia        | 2       | 0               | 0                 | 2     |
| 8  | Jérémy Toulalan           | 1       | 1               | 0                 | 2     |
| 8  | Emmanuel Rivière          | 1       | 1               | 0                 | 2     |
| 8  | Lucas Ocampos             | 1       | 1               | 0                 | 2     |
| 11 | Anthony Martial           | 1       | 0               | 0                 | 1     |
| 11 | Andrea Raggi              | 1       | 0               | 0                 | 1     |
| 11 | Ricardo Carvalho          | 1       | 0               | 0                 | 1     |
| 11 | Radamel Falcao            | 0       | 1               | 0                 | 1     |
| 11 | Mounir Obbadi             | 0       | 1               | 0                 | 1     |
| 11 | Fabinho                   | 0       | 1               | 0                 | 1     |

### Autres statistiques
Ligue 1 (Après la 25e journée de Ligue 1) :
| Joueur                    | J. | Tit. | Rp. | Min. | Carton jaune | Carton rouge |
| ------------------------- | -- | ---- | --- | ---- | ------------ | ------------ |
| Danijel Subašić           | 25 | 25   | 0   | 2250 | 2            | 0            |
| Fabinho                   | 16 | 11   | 5   | 1203 | 4            | 0            |
| Layvin Kurzawa            | 21 | 21   | 0   | 2049 | 1            | 0            |
| Borja López               | 1  | 0    | 1   | 20   | 0            | 0            |
| Ricardo Carvalho          | 24 | 24   | 0   | 2160 | 4            | 0            |
| Nicolas Isimat-Mirin      | 2  | 1    | 1   | 119  | 0            | 0            |
| Éric Abidal               | 23 | 23   | 0   | 2041 | 5            | 0            |
| Andrea Raggi              | 18 | 15   | 3   | 1328 | 0            | 0            |
| Marcel Tisserand          | 6  | 2    | 4   | 169  | 0            | 0            |
| Nabil Dirar               | 2  | 0    | 2   | 29   | 0            | 0            |
| João Moutinho             | 21 | 21   | 0   | 1811 | 1            | 0            |
| James Rodríguez           | 23 | 19   | 4   | 1641 | 1            | 0            |
| Lucas Ocampos             | 22 | 10   | 12  | 1103 | 4            | 0            |
| Yannick Ferreira Carrasco | 16 | 12   | 3   | 1005 | 2            | 0            |
| Mounir Obbadi             | 22 | 20   | 2   | 1730 | 2            | 0            |
| Jessy Pî                  | 2  | 0    | 2   | 84   | 0            | 0            |
| Geoffrey Kondogbia        | 16 | 8    | 8   | 802  | 3            | 0            |
| Jérémy Toulalan           | 19 | 17   | 0   | 1629 | 4            | 0            |
| Radamel Falcao            | 17 | 16   | 1   | 1393 | 5            | 0            |
| Valère Germain            | 11 | 5    | 6   | 451  | 1            | 0            |
| Dimitar Berbatov          | 1  | 0    | 1   | 26   | 0            | 0            |
| Anthony Martial           | 8  | 5    | 3   | 386  | 0            | 0            |
| Emmanuel Rivière          | 21 | 15   | 6   | 1224 | 2            | 0            |

Coupe de France (Après les 8es de finale) : 
| Joueur                    | J. | Tit. | Rp. | Min. | Carton jaune | Carton rouge |
| ------------------------- | -- | ---- | --- | ---- | ------------ | ------------ |
| Sergio Romero             | 3  | 3    | 0   | 300  | 0            | 0            |
| Fabinho                   | 2  | 2    | 0   | 180  | 0            | 0            |
| Layvin Kurzawa            | 1  | 1    | 0   | 90   | 0            | 0            |
| Éric Abidal               | 1  | 1    | 0   | 90   | 0            | 0            |
| Ricardo Carvalho          | 2  | 2    | 0   | 198  | 0            | 0            |
| Nicolas Isimat-Mirin      | 3  | 3    | 0   | 300  | 0            | 0            |
| Andrea Raggi              | 2  | 1    | 1   | 132  | 0            | 0            |
| Elderson Echiejile        | 2  | 2    | 0   | 210  | 0            | 0            |
| Nabil Dirar               | 1  | 0    | 1   | 20   | 0            | 0            |
| João Moutinho             | 2  | 2    | 0   | 165  | 0            | 0            |
| James Rodríguez           | 2  | 1    | 1   | 111  | 0            | 0            |
| Yannick Ferreira Carrasco | 2  | 1    | 1   | 189  | 0            | 0            |
| Lucas Ocampos             | 2  | 1    | 1   | 239  | 0            | 0            |
| Mounir Obbadi             | 1  | 1    | 1   | 77   | 1            | 0            |
| Geoffrey Kondogbia        | 2  | 2    | 0   | 210  | 0            | 0            |
| Jérémy Toulalan           | 3  | 3    | 0   | 300  | 1            | 0            |
| Radamel Falcao            | 2  | 2    | 0   | 102  | 0            | 0            |
| Valère Germain            | 1  | 1    | 0   | 70   | 0            | 0            |
| Dimitar Berbatov          | 1  | 0    | 1   | 58   | 0            | 0            |
| Anthony Martial           | 1  | 1    | 0   | 80   | 0            | 0            |
| Emmanuel Rivière          | 3  | 1    | 2   | 175  | 0            | 0            |

Coupe de la Ligue (Après les 16es de finale et l'élimination de Monaco) : 
| Joueur               | J. | Tit. | Rp. | Min. | Carton jaune | Carton rouge |
| -------------------- | -- | ---- | --- | ---- | ------------ | ------------ |
| Sergio Romero        | 1  | 1    | 0   | 90   | 0            | 0            |
| Fabinho              | 1  | 1    | 0   | 90   | 1            | 0            |
| Borja López          | 1  | 1    | 0   | 90   | 0            | 0            |
| Nicolas Isimat-Mirin | 1  | 1    | 0   | 90   | 0            | 0            |
| Andrea Raggi         | 1  | 1    | 0   | 90   | 0            | 0            |
| James Rodríguez      | 1  | 0    | 1   | 29   | 0            | 0            |
| Lucas Ocampos        | 1  | 1    | 0   | 61   | 1            | 0            |
| Jakob Poulsen        | 1  | 1    | 0   | 75   | 0            | 0            |
| Jessy Pî             | 1  | 0    | 1   | 29   | 0            | 0            |
| Geoffrey Kondogbia   | 1  | 1    | 0   | 90   | 1            | 0            |
| Jérémy Toulalan      | 1  | 1    | 0   | 61   | 1            | 0            |
| Valère Germain       | 1  | 1    | 0   | 90   | 0            | 0            |
| Anthony Martial      | 1  | 0    | 1   | 15   | 0            | 0            |
| Emmanuel Rivière     | 1  | 1    | 0   | 90   | 0            | 0            |

## Tactique
Plusieurs schémas ont été utilisés au cours de la saison par Claudio Ranieri. L'équipe a commencé la saison dans un 4-2-3-1 qui alternait avec un 4-4-2 carré lors des absences de Jérémy Toulalan ou João Moutinho, remplacé numériquement par Emmanuel Rivière. En novembre, avec les méformes des ailiers et la blessure à la cuisse de Falcao, l'entraîneur italien a décidé de mettre en place un 4-4-2 losange, facilitant l'intégration de James Rodríguez en meneur de jeu.
En seconde partie de saison, les baisses de forme et les blessures ont forcé Ranieri à changer son équipe-type, tout en conservant le 4-4-2 losange. Ainsi, la longue absence de Falcao et le manque d'efficacité de Rivière ont permis l'émergence d'un duo composé de Dimitar Berbatov et Valère Germain. Dans l'entrejeu, Geoffrey Kondogbia s'est imposé à la place de Mounir Obbadi. Enfin, en défense, Éric Abidal partageait son temps de jeu avec Nicolas Isimat-Mirin puis Aymen Abdennour.
| Subašić Kurzawa Abidal Carvalho Fabinho Toulalan Obbadi Ocampos Carrasco Moutinho Falcao |
| Tactique jusqu'en novembre.                                                              |

| Subašić Kurzawa Abidal Carvalho Raggi Toulalan Obbadi Moutinho James Rivière Martial |
| Tactique de novembre jusqu'à la trêve hivernale.                                     |

| Subašić Kurzawa Abidal Carvalho Fabinho Toulalan Kondogbia Moutinho James Berbatov Germain |
| Tactique lors de la seconde partie de saison.                                              |

## Aspects juridiques et économiques

### Structure juridique et organigramme
Durant la saison 2011-2012, l'AS Monaco est bouleversé par le rachat de 66,67 % des parts du club par le fonds d'investissement Monaco Sport Invest.
Dmitri Rybolovlev devient président du club à la suite du départ d'Étienne Franzi.
Le 14 janvier 2012, Filips Dhondt est nommé directeur général.
Konstantin Zyryanov et Vadim Vasilyev sont nommés respectivement directeur-général exécutif et directeur sportif du club le 25 mars 2013.
Claudio Ranieri est nommé à la tête de l'équipe première le 29 mai 2012.
| Direction | Administratif | Sportif |
| --- | --- | --- |
| Président : Dmitry Rybolovlev Directeur général : Filips Dhondt Directeur-général exécutif : Konstantin Zyryanov Directeur sportif : Vadim Vasilyev | Directeur financier : Emmanuel Blanchi Directeur administratif : Olga Dementyeva Directeur de la communication et des relations publiques : Bruno Skropeta | Entraîneur : Claudio Ranieri Entraîneurs adjoints : Jean Petit et Paolo Benetti Entraîneur des gardiens : André Amitrano Directeur du centre de formation : Frédéric Barilaro Directeur médical : Philippe Kuentz |

### Sponsors et équipementier
La tenue est cette année fournie par l'équipementier italien Macron. Cette association dure depuis la saison 2010-2011.
Les partenaires sont,,, :
- La société russo-monégasque de soufre et d'engrais Fedcom, sponsor principal sur le maillot.
- L'association de lutte contre le VIH/Sida Fight Aids Monaco.
- La société française de télécommunications Orange.
- La société française spécialisée dans le recrutement par intérim Triangle Intérim.
- La société italienne Cotril spécialisée dans les produits capillaires.

## Affluence et télévision

### Retransmission télévisée
Lors de la saison 2013-2014 de Ligue 1, comme lors de la saison précédente, la Ligue de football professionnel (LFP) a choisi de prendre exemple sur les championnats étrangers et d'étaler les matchs sur les trois jours du week-end et sur plusieurs tranches horaires. Ainsi la journées de championnat débutera le vendredi soir à 21h, un match sera diffusé samedi à 17h, puis quatre matchs à 19h et un à 21h, enfin un match sera diffusé à 14h le dimanche, puis un à 17h et enfin un à 21h.
De plus, l'apparition de nouveaux investisseurs (beIN Sport du groupe Al Jazeera) est venu bouleverser les habitudes des diffuseurs français. Ainsi le groupe Canal+ qui était le diffuseur majoritaire de la Ligue 1 avant 2012 verse désormais 420 millions d'euros de droits télévisuels à la LFP pour les matchs du dimanche soir qui seront à vingt-deux reprises les plus belles affiches de la journée, les matchs du samedi à 17h et les magazines footballistiques (Jour de foot, Canal Football Club, une nouvelle émission diffusée le vendredi soir et Total Ligue 1 diffusé le lundi). De son côté la chaîne qatarie va débourser 150 millions d'euros pour le match du vendredi soir et du samedi qui seront à seize reprises les plus belles affiches de la journée, les matchs du dimanche à 14h et à 17 h, et les quatre matchs restant le samedi à 19h en offre pay per view.
Les droits télévisés seront versés par la LFP à l'AS Monaco au terme de la saison. À une part fixe qui revient de droit à chaque club de l'élite, sera ajoutée une partie variable qui est calculée à partir des résultats sportifs et de la notoriété de l'équipe.